# Jimmy Eat World (альбом)
Jimmy Eat World — дебютный студийный альбом американской альт-рок-группы Jimmy Eat World, выпущенный на лейбле Wooden Blue Records в 1994 году ограниченным тиражом в 2000 экземпляров. 

## Об альбоме
Альбом демонстрирует их раннее звучание с гитаристом и возможным бэк-вокалистом Томом Линтоном, исполняющим главную роль в большинстве песен на этом альбоме. Единственная песня на этом альбоме, которую исполняет нынешний основной вокалист Джим Эдкинс, — это трек «Usery». Альбом также знаменует собой единственное появление бывшего бас-гитариста Митча Портера.
Обложкой альбома является старая фотография младших братьев Линтона, Джимма и Эда и из-за этой фотографии образовалось название группы.

## Отзывы критиков
В 2012 году Джейсон Хеллер из The A.V. Club отметил: «это давно не печаталось, и на то есть веская причина. Это не ужасно, но это не отражает того, чем могла бы стать группа».

## Список композиций
Источник
| №   | Название            | Длительность |
| --- | ------------------- | ------------ |
| 1.  | «Chachi»            | 2:57         |
| 2.  | «Patches»           | 3:34         |
| 3.  | «Amphibious»        | 1:42         |
| 4.  | «Splat Out of Luck» | 2:19         |
| 5.  | «House Arrest»      | 2:26         |
| 6.  | «Usery»             | 3:18         |
| 7.  | «Wednesday»         | 2:10         |
| 8.  | «Crooked»           | 4:07         |
| 9.  | «Reason 346»        | 4:24         |
| 10. | «Scientific»        | 7:01         |
| 11. | «Cars»              | 3:39         |

## Участники записи
- Джим Эдкинс — гитара, вокал
- Зак Линд — барабанная установка
- Том Линтон — вокал, гитара
- Митч Портер — бас-гитара, бэк-вокал